# Марш на Версај
Марш на Версај или Октобарски марш важан је догађај Француске револуције. Одиграо се 5. октобра 1789. године и показао је да и жене, припаднице радничке класе, могу променити ток историје.

## Марш
Мисао о томе да би било добро довести краља у Париз како би лакше пратили револуционарне сплетке двора, појавила се код револуционара још од самог почетка Револуције. Дана 5. октобра, са пијаца, кренула је огромна гомила из Париза ка Версају, углавном су је чиниле жене које су се побуниле због високе цене хлеба. Дошавши тамо гладне, мокре до голе коже од кише која је падала, тражиле су само хлеба. Краљ је тад био у лову. Немири су брзо постали испреплетени са активностима револуционара који су тражили либералне политичке реформе и уставну монархију за Француску. Подстакнути револуционарним агитаторима, опљачкали су градску оружарницу у потрази за оружјем и кренули ка Версајској палати. Према неким наводима у маршу је учествовало око 60.000 људи. Наредног, 6. октобра, гомила је опседала палату и сукобљавала се са стражом, а маса је продрла у двор кроз једна врата која су остала без страже и упала у собу Марије Антоанете. Када се краљ појавио на балкону, дочекали су га повици: „Краљ у Париз“. Луј XVI морао се покорити и са својом породицом, праћени гомилом народа, вратили су се у Париз. 
Ови догађаји су окончали краљеву независност и најавили нову равнотежу моћи која ће на крају заменити успостављене, привилеговане поретке француског племства у корист обичних људи, заједнички познатих као Трећи сталеж. 
Након лоших жетви, дерегулација тржишта житарица 1774. коју је спровео државник Тургот, главни контролор финансија Луја XVI  била је главни узрок глади која је довела до рата за брашно 1775. године. Страх од глади био је стално присутан у нижим слојевима Трећег сталежа- Пуке гласине о несташици хране довеле су до побуна у Ревејону у априлу 1789. Гласине о завери да се униште усеви пшенице како би се становништво изгладњило изазвало је Велики страх у лето 1789. године. 